# Európai monetáris rendszer
Az európai monetáris rendszer az eurózóna elődje. Az 1979 márciusában létrehozott rendszerben az Európai Közösség több tagállama devizáikat egymáshoz kötve összefogott, hogy együttesen mérsékeljék az árfolyamingadozásokat és az inflációt.
Létrehozásáról évtizedes előzmények után Valéry Giscard d’Estaing francia elnök és Helmut Schmidt német kancellár egyezett meg az 1978-as brémai csúcsértekezletet követően.
„Az európai monetáris rendszer célja a nagyobb mértékű monetáris stabilitás megteremtése a Közösségben. Egy átfogóbb stratégia alapvető elemeként tekintendő, amely a tartós, stabilitás melletti növekedést, a teljes foglalkoztatottsághoz való progresszív visszatérést, az életszínvonal harmonizációját és a regionális különbségek enyhítését célozza a Közösségben. A monetáris rendszer lehetővé fogja tenni a gazdasági fejlődés konvergenciáját és friss ösztönzést ad az Európai Unió folyamatának” - írta az 1978. december 4-ei ülését összefoglaló közleményben az Európai Tanács elnöksége.
Az európai monetáris rendszer részeként hozták létre az ECU-t (angolul European Currency Unit), az európai devizák súlyozott kosarát. A rendszerben részt vevő nemzeti fizetőeszközök nem mozoghattak 2,25%-nál többet az ECU ellen meghatározott központi paritás körül (kivéve Olaszországot, amely számára 6%-ot határoztak meg).
A rendszer vezető devizája a német márka lett, bár hivatalosan nem határoztak meg horgonydevizát.